# Ryota Kojima
Ryota Kojima (Japans: 小島 良太) (Nagano, 11 mei 1998) is een Japanse langebaanschaatser.
Kojima wist zich bij de Japanse kampioenschappen verrassend te plaatsen voor de 1000 meter van het WK Afstanden in 2020.

## Persoonlijke records
| Afstand    | Tijd    | Datum            | Baan           |
| ---------- | ------- | ---------------- | -------------- |
| 500 meter  | 34,45   | 26 januari 2025  | Calgary        |
| 1000 meter | 1.07,55 | 15 februari 2020 | Salt Lake City |
| 1500 meter | 1.45,39 | 20 november 2022 | Heerenveen     |
| 3000 meter | 3.57,72 | 16 februari 2019 | Nagano         |
| 5000 meter | 7.44,77 | 28 december 2014 | Okaya          |

(laatst bijgewerkt: 26 januari 2025)

## Resultaten
| Jaar | WK Sprint              | WK Afstanden       | Olympische Spelen |
| ---- | ---------------------- | ------------------ | ----------------- |
| 2020 |                        | 14e 1000m          |                   |
|      |                        |                    |                   |
| 2022 |                        |                    | 20e 1000m         |
| 2023 |                        | 16e 1000m          |                   |
| 2024 | 6e (10e, 12e, 5e, 11e) | 8e 1000m           |                   |
| 2025 |                        | 13e 500m 10e 1000m |                   |

(#, #, #, #) = afstandspositie op sprinttoernooi (500m, 1000m, 500m, 1000m).